# 北海道道319号生花大樹線
北海道道319号生花大樹線（ほっかいどうどう319ごう せいかたいきせん）は、北海道大樹町と幕別町を結ぶ一般道道である。

## 概要

### 路線データ
- 起点：北海道広尾郡大樹町字生花（国道336号・北海道道881号ホロカヤントー線交点）
- 終点：北海道広尾郡大樹町東本通（国道236号・北海道道55号清水大樹線分岐点）
- 総延長：18.5km

## 歴史
- 1957年（昭和32年）7月25日 301号として路線認定[1]。
- 1994年（平成6年）10月1日 路線番号を319号に変更[2]。

## 路線状況

### 重複区間
- 幕別町忠類錦町-幕別町忠類幸町（北海道道657号美成忠類停車場線）
- 幕別町忠類幸町-大樹町東本通（国道236号・北海道道15号幕別大樹線）
- 大樹町東本通（北海道道55号清水大樹線・北海道道773号萠和大樹停車場線）

### 主な橋梁
大樹町
- 上田橋（生花苗川）＝字生花
- 菊水橋（生花苗川）＝字生花

## 地理

### 通過する自治体
- 十勝総合振興局
  - 広尾郡大樹町 - 中川郡幕別町 - 広尾郡大樹町

### 主な接続道路
大樹町生花地区
- 国道336号 - 生花（起点）
- 北海道道881号ホロカヤントー線 - 生花（起点）

幕別町
- 北海道道657号美成忠類停車場線 - 忠類錦町、忠類幸町（重複）
- 国道236号 - 忠類幸町（重複）

大樹町市街地（国道236号重複区間）
- 北海道道55号清水大樹線 - 東本通（重複）